# Vincent Verweij
Vincent Verweij (Sint Michielsgestel, 7 maart 1963) is een Nederlands onderzoeksjournalist. Hij maakte tientallen documentaires voor verschillende Nederlandse televisieomroepen, en is co-auteur van verschillende journalistieke boeken over Nederlandse misdaaddossiers.

## Opleiding en werkzaamheden
Na zijn middelbareschooltijd in Vught studeerde Verweij communicatiewetenschap. Na zijn studie legde hij zich toe op het televisiemaken als verslaggever bij RTL Nieuws. Hij maakte in binnen- en buitenland reportages en interviews met onder meer Helmut Kohl en Václav Havel. In 1993 startte hij, samen met Gilles Frenken en Kay Mastenbroek, het productiebedrijf Polderfilms. Het bedrijf maakte documentaires en informatieve televisieprogramma's, onder meer voor de KRO, IKON en RTL. In 1996 verliet Verweij het bedrijf en trad in dienst bij de NPS, waar hij als verslaggever/regisseur werkte voor de programma's Medialand, Het uur van de wolf en Zembla.

## Programma's
Verweij maakte onder meer programma's over de Bijlmerramp, de liquidaties in de Amsterdamse onderwereld, het conflict tussen de Nederlandse bergbeklimmers Ronald Naar en Frank Moll, de verdwijning van Natalee Holloway en het neerstorten van de MH17. Verder maakte hij voor Zembla verschillende documentaires over ontwikkelingen in het bedrijfsleven en over technologie, zoals programma's over Philips, Kazaa en over de mobieletelefoonmarkt. Ook maakte Verweij programma's voor de VPRO en de KRO.

## Stan Storimans
Verweij maakte tevens een documentaire over de overleden cameraman Stan Storimans, De zinloze moord op Stan Storimans, die in augustus 2018, tien jaar na zijn dood, door RTL werd uitgezonden.
Verweij is (co-)auteur van een aantal boeken, waaronder De Liquidatie Dossiers (2011) en Dossier Holloway (2013).

## Zembla
Verweij werkte vanaf 1996 voor Zembla, waarvoor hij tientallen documentaires maakte. Voor de uitzending  'Online hufters”  van 31 augustus 2023, over personen die bedreigende berichten op social media plaatsen, kreeg hij kritiek - ook van vakgenoten.  Het bleek dat de ‘screenshots’ van bedreigende berichten die in de aflevering waren getoond, geen echte screenshots waren. De documentairemakers hadden de afbeeldingen gemaakt door echte berichten in te korten en samen te vatten. Zembla en Verweij boden hiervoor excuses aan.